# Macchina Michela

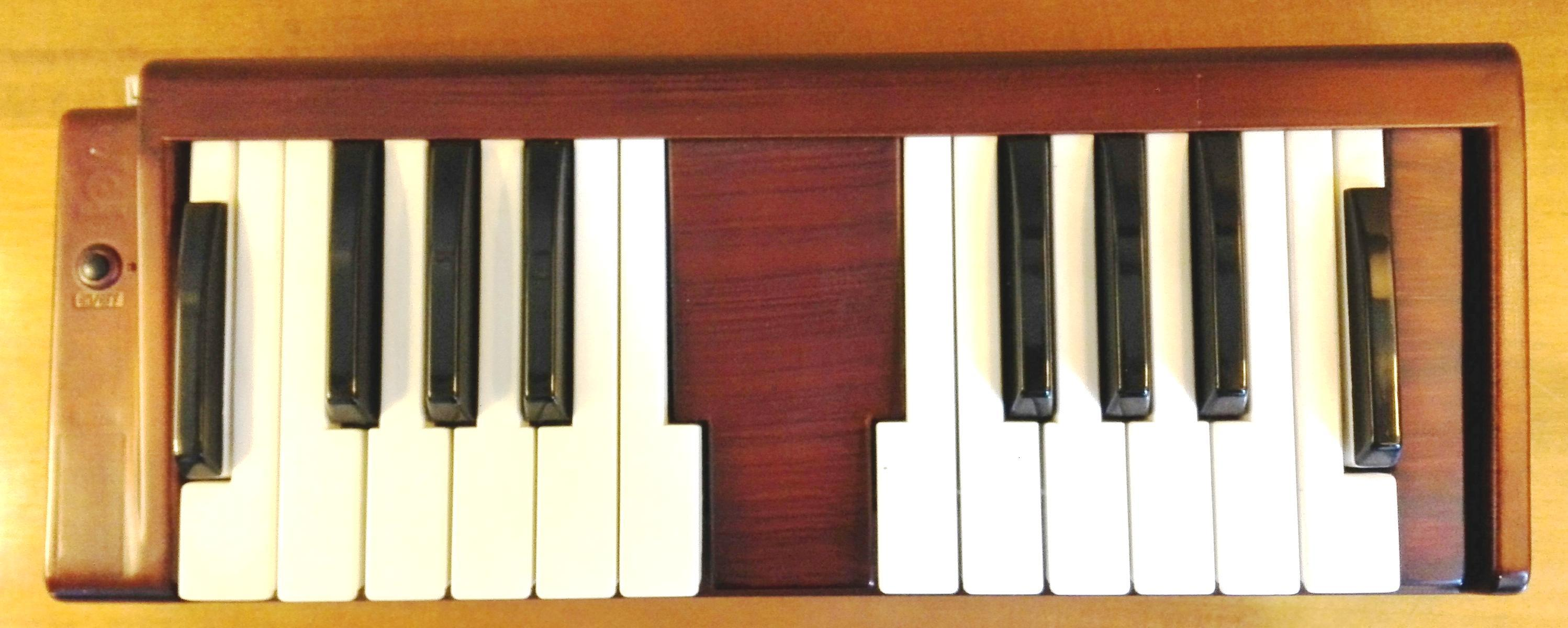
Tastiera Michela con protocollo MIDI prodotta dal 2003 e attualmente utilizzata dal Senato della Repubblica. Questo modello, che si collega ad un pc tramite porta USB (da cui riceve anche l'alimentazione), non dispone di alcun software interno di elaborazione delle combinazioni sillabiche. Al pc viene trasmessa la sola informazione relativa ai tasti premuti e la trascrizione in tempo reale è realizzata mediante software di trascrizione assistita.

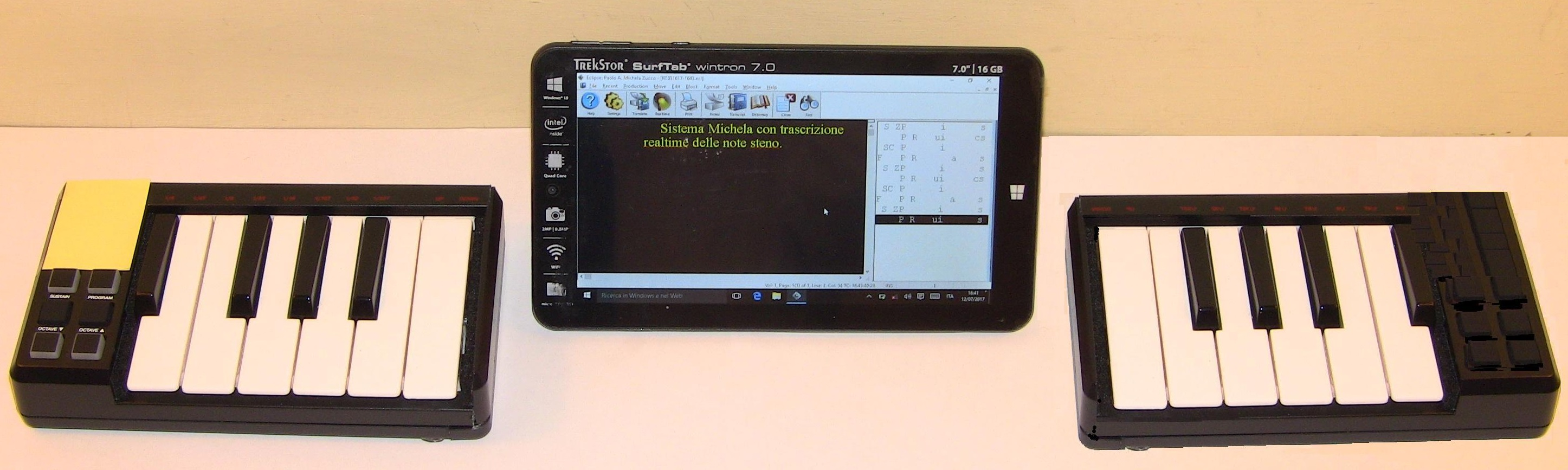
Tastiera Michela splittabile autocostruita

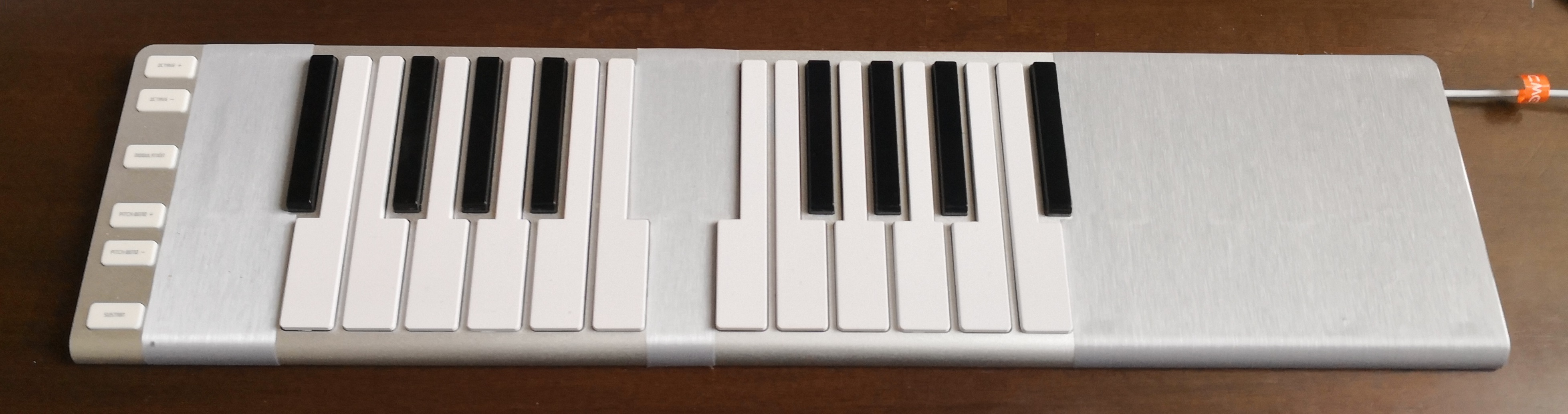
Tastiera Michela autocostruita (per uso personale) modificando una MIDI master keyboard commerciale

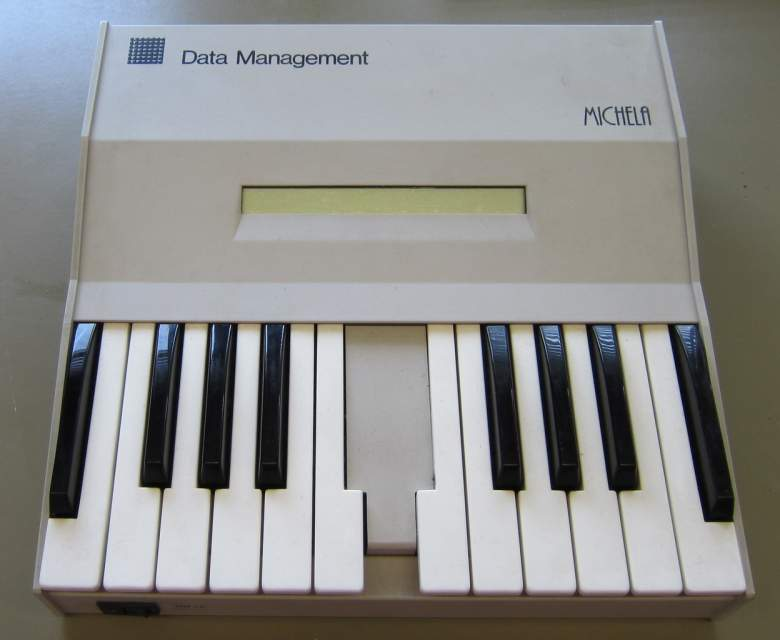
Macchina Michela prodotta nella seconda metà degli anni '80. Questo modello oltre a mostrare in tempo reale le parole composte sul piccolo schermo, poteva essere collegata a un computer e ad una stampante tramite una porta seriale

La Macchina Michela è una tastiera per stenografia meccanica (o stenotipia) secondo il metodo Michela, brevettata da Antonio Michela Zucco nel 1878. Fin dal 1880 è usata nel Senato italiano (comprese le varie Commissioni) per redigere il resoconto stenografico, ossia il verbale "parola per parola".
I venti tasti della Michela si raggruppano in due "semitastiere", una per ciascuna mano. Ogni semitastiera ha sei tasti bianchi e quattro neri, identici per forma a quelli di un pianoforte, e uguali per disposizione alla sequenza di semitoni ascendenti inclusi tra Mi e Do.
Il sistema, fondato sulla scomposizione in sillabe e su moltissime abbreviazioni, consente di riprendere il parlato anche ad altissima velocità (oltre 180 parole al minuto). La Michela è ora del tutto computerizzata: il software decodifica le abbreviazioni e i discorsi stenografati compaiono subito "in chiaro" sullo schermo di un PC. Nel 2003 la Michela ha adottato il protocollo di comunicazione MIDI (lo stesso delle tastiere musicali) e di recente il sistema è divenuto disponibile anche su piattaforme open source.
Con la Michela gli stenografi parlamentari del Senato hanno conseguito una notevole serie di successi nelle gare di stenografia nazionali (tutti i titoli italiani assoluti fino a quando hanno partecipato alle gare, dal 1977 al 1996) e internazionali. Ai campionati mondiali di stenografia, già nelle edizioni del 1977, 1979, 1981 e 1983 uno stenografo del Senato ha riportato due titoli mondiali e un secondo e un quarto posto. Ai campionati di Sofia (1985) due stenografi del Senato hanno ottenuto il titolo mondiale e il secondo posto, toccando entrambi la straordinaria velocità di 500 sillabe al minuto (oltre 200 parole al minuto). Gli stenografi del Senato negli anni successivi hanno poi conseguito un'ininterrotta serie di piazzamenti ai più alti livelli delle classifiche nelle varie tipologie di gare ed un nuovo titolo mondiale ai campionati di Amsterdam nel 1995. Ai campionati mondiali di Pechino (2009) e di Budapest (2015) una stenografa del Senato ha raggiunto con la tastiera Michela, rispettivamente, 445 sillabe nel 2009 e 471 sillabe nel 2015, vale a dire, la più elevata velocità di scrittura tra tutti i concorrenti e tutti i sistemi, compresi quelli di riconoscimento vocale.
Alcuni esemplari di Macchina Michela sono stati esposti alla mostra «Les grandes heures du Parlament», realizzata a Parigi per iniziativa dell'Assemblée Nationale alla Reggia di Versailles. Un esemplare è attualmente esposto a Strasburgo, presso la sede del Parlamento europeo.
Lunedì 2 maggio 2016 presso il Museo Civico Nossi Rais di San Giorgio Canavese (TO) è stato inaugurato il salone Michela dedicato ad Antonio Michela Zucco, inventore della macchina.